# Atlantis The Lost Empire: Search for the Journal
Atlantis The Lost Empire: Search for the Journal es un videojuego desarrollado por Zombie Studios y publicado por Buena Vista Games, una filial de Disney Interactive. Se publicó el 1 de mayo de 2001 para Microsoft Windows y era un juego de disparos en primera persona, el primero de 2 juegos desarrollados por Zombie basados en la película Atlantis: El imperio perdido, la cual es una precuela. El juego aborda la búsqueda del abuelo de Milo, Thaddeus Thatch, en Islandia. El juego se lanzó promocionalmente de forma gratuita en cajas de cereales o a cambio de etiquetas de productos de Kellogg's. Disney además puso el juego en descarga gratuita en su web a partir de julio de 2001.

## Jugabilidad
El juego empieza con un corto que aparecía como introducción en la película. En él aparecen unos vikingos intentando utilizar el diario para encontrar Atlantis, pero entonces aparece Leviathan y los sacude. Tras esa escena el juego se sitúa en Islandia en 1901. Eres un soldado que tiene una misión y es encontrar ese diario, pero los guardianes, un grupo de nativos de Islandia con poderes, intentarán impedirlo.
Niveles
1. La primera secuencia muestra al personaje principal flotando río abajo. Se ven unos espíritus a lo lejos y oyes un diálogo de Thaddeus Thatch.
2. Tras salir del barco, viajas por unas rutas nevadas y combates contra algunos guardianes. Es recomendable pasar rápido sobre los puentes para evitar tener que tomar los caminos largos alternativos.
3. Tras entrar a bordo del avión, vuelas a través del cañón. Hay algunas zonas estrechas y se te disparan partículas de hielo.
4. Finalmente llegas a la guarida de los guardianes y te adentras en ella. Oyes un diálogo de Commander Rourke y Thaddeus Thatch. Combates contra varios guardianes y bajas al laberinto.
5. Entras en la sala del diario. Pasas 4 pruebas (agua, fuego, aire y tierra) para obtener los 4 talismanes mientras luchas contra los guardianes que te encuentras en tu camino. Tras colocar los 4 talismanes en su pedestal, este desciende y obtienes el diario.
6. Por último, el juego muestra varias escenas de la película a modo de tráiler.